# 萊恩斯伯勒 (麻薩諸塞州)
萊恩斯伯勒（英語：Lanesborough）是一個位於美國麻薩諸塞州伯克夏縣的鎮。

## 人口
根據2020年美國人口普查的數據，萊恩斯伯勒的面積為76.60平方千米，當中陸地面積為74.70平方千米，而水域面積為1.90平方千米。當地共有人口3038人，而人口密度為每平方千米40人。